# Lill-Galbergtjärnen
Lill-Galbergtjärnen är en sjö i Bräcke kommun i Jämtland och ingår i Ljungans huvudavrinningsområde.